# Chelsea Green
Chelsea Anne Cardona (nascida Green; Victoria, 4 de abril de 1991) é uma lutadora profissional canadense. Ela trabalha atualmente para a WWE, onde atua na marca SmackDown sob o nome de ringue Chelsea Green. Green foi a inaugural campeã feminina dos Estados Unidos da WWE, além de ter conquistado uma vez o Campeonato de Duplas Femininas da WWE. Ela também é conhecida por seu tempo na Impact Wrestling, onde foi campeã das Knockouts do Impact e campeã mundial de duplas das Knockouts do Impact.
Green apareceu extensivamente no circuito de luta livre independente na América do Norte e na Ásia. Além disso, ela participou da National Wrestling Alliance, Ring of Honor e World Wonder Ring Stardom. Durante sua primeira passagem pela Impact Wrestling, Green atuou sob o nome de ringue Laurel Van Ness. Ela também interpretou Reklusa na série de TV Lucha Underground.

## Carreira na luta livre profissional
Sob o nome de ringue Jaida, ela lutou na Elite Canadian Championship Wrestling (ECCW). Sua primeira luta foi em 31 de maio de 2014, no ECCW Better Than You. Ela formou equipe com Brady Malibu e MR2 em uma luta de trios, mas perdeu para Billy Suede, Kenny Lush e Nicole Matthews. Em seguida, ela participou de um torneio pelo título feminino, vencendo a primeira rodada contra Kaitlin Diamond. No dia 8 de dezembro de 2014, ao final do torneio, realizado no ECCW Payoff, ela derrotou Kate Carney nas semifinais.

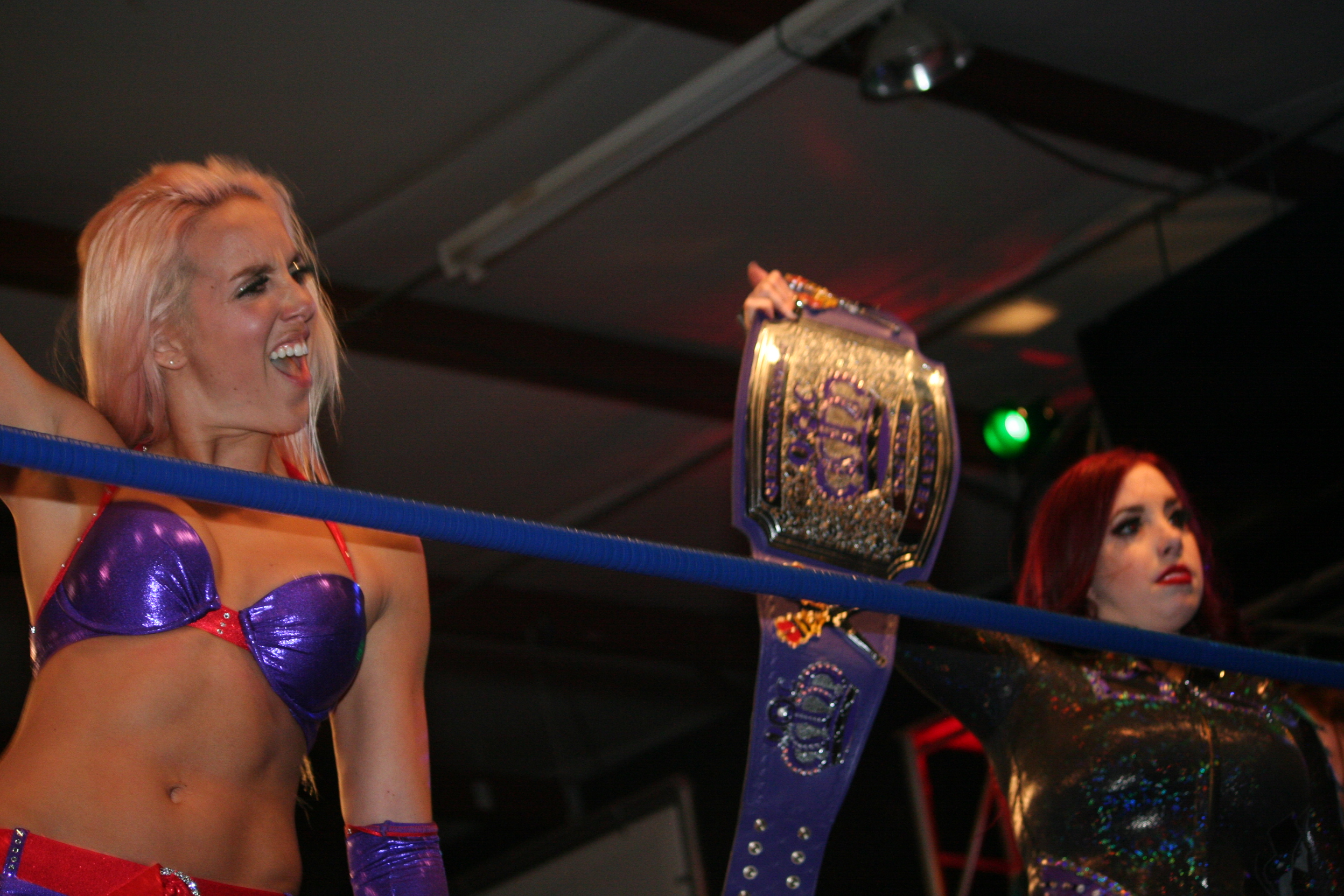
Van Ness (esquerda) com Taeler Hendrix como detentoras do Queens of Combat Tag Team Championship.

Em 2016, Green fez duas turnês no Japão pela World Wonder Ring Stardom (WWRS). Sua primeira turnê durou três meses, mas foi interrompida por uma fratura na clavícula enquanto lutava na Índia. A segunda turnê de Green no Japão foi no final de 2016, onde ela fez parceria com Santana Garrett no Goddesses of Stardom Tag League de 2016. Durante essa turnê, Green também desafiou a campeã Wonder of Stardom, Kairi Hojo, para uma luta, mas perdeu. Antes de sua derrota para Hojo, Green permaneceu invicta em lutas individuais no Japão.
No Queens of Combat 17, em 18 de fevereiro de 2017, teve início o torneio pelo QOC Tag Team Championship para coroar as primeiras campeões de duplas da QOC. Van Ness fez parceria com Taeler Hendrix e derrotou Aja Perera e Kiera Hogan na primeira rodada. No Queens of Combat 18, também em 18 de fevereiro, elas venceram Nevaeh e Rachael Ellering nas semifinais. Hendrix e Van Ness derrotaram as Lucha Sisters (Leva Bates e Mia Yim) para se tornarem as primeiras campeãs de duplas da QOC.
Em setembro de 2018, Green participou do evento pay-per-view All In, o primeiro evento de luta livre independente nos EUA a atrair uma audiência ao vivo de pelo menos 10.000 fãs. Green lutou contra Britt Baker, Madison Rayne e Tessa Blanchard em uma luta Four Corner Survival.

### Total Nonstop Action Wrestling / Impact Wrestling (2016–2018)
Em 7 de janeiro de 2016, Green fez sua estreia na Total Nonstop Action Wrestling (TNA) sob o nome de ringue "Chelsea," perdendo para Jade. Na noite seguinte, em 8 de janeiro, no TNA One Night Only: Live!, ela participou de uma luta gauntlet battle royal para definir a desafiante número um pelo Campeonato das Knockouts da TNA, entrando na luta em quarto lugar antes de ser eliminada por Awesome Kong.
Em junho de 2016, Green assinou oficialmente com a Impact. Ela fez sua estreia televisionada como vilã no episódio de 29 de setembro do Impact Wrestling, sob o novo nome de ringue Laurel Van Ness, derrotando Madison Rayne. No episódio de 20 de outubro, Van Ness atacou Allie, o que levou a uma luta entre as duas, na qual Van Ness saiu vitoriosa. Ela atacou Allie novamente na semana seguinte, resultando em outra luta entre as duas no episódio de 8 de dezembro do Impact Wrestling, onde Van Ness foi derrotada.
No final de 2016, Van Ness formou um relacionamento na tela com Braxton Sutter. Em 23 de fevereiro de 2017, os dois estavam prestes a se casar, até que Van Ness foi rejeitada por Sutter durante a cerimônia, quando ele confessou estar apaixonado por Allie (que é a esposa legítima de Sutter). Na semana seguinte do Impact Wrestling, o Lady Squad se desfez silenciosamente quando o contrato da ex-líder Maria expirou.
Em março, Van Ness começou a adotar uma gimmick maníaca, lutando com uma aparência severamente desleixada (incluindo um vestido de casamento sujo e danificado, além de uma maquiagem caótica), descalça e carregando uma garrafa de vinho para o ringue. Grado tentou propor casamento a ela em 27 de julho, mas foi interrompido por Kongo Kong.

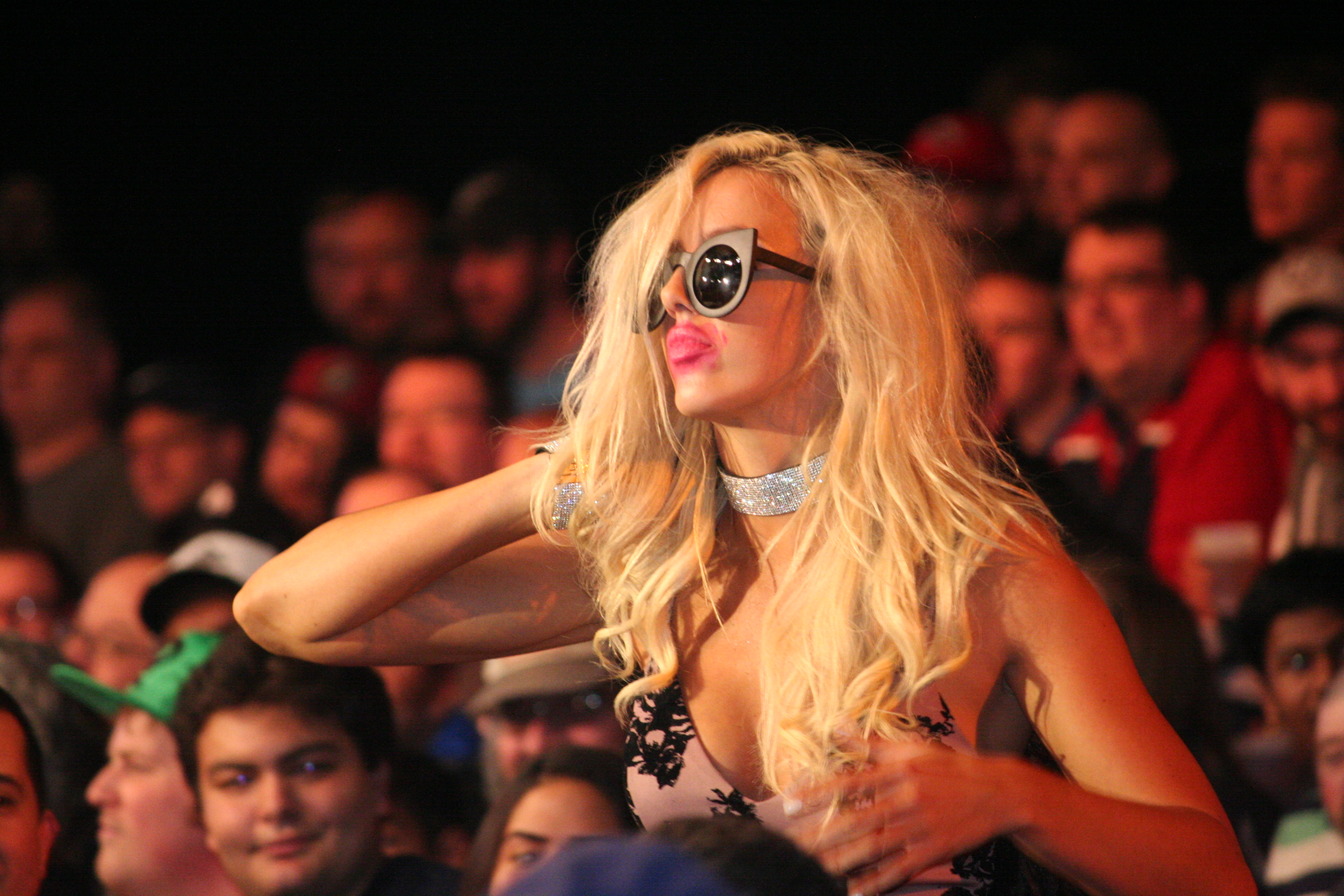
Van Ness no Bound for Glory em novembro de 2017.

No episódio de 24 de agosto do Impact, Van Ness apareceu toda arrumada durante o discurso de despedida de deportação de Grado. Ela tirou um anel de casamento, perguntou a Grado se ele queria se casar com ela, e ele aceitou, estabelecendo-se como uma "babyface" pela primeira vez na Impact. No entanto, após Grado descobrir que Van Ness era canadense e não americana, ele cancelou o casamento no episódio de 7 de setembro. Van Ness começou a se tornar vilã ao retornar à sua gimmick emocionalmente caótica, que mais tarde incluiu ir ao público e fazer campanha por um marido. Em 5 de novembro, no Bound for Glory, Van Ness atacou Grado durante sua luta Monster's Ball contra Abyss, completando sua transformação em vilã, apenas para ser atingida pelo névoa de Rosemary.
Em 8 de novembro, que foi exibido com atraso em 14 de dezembro, Van Ness derrotou Rosemary na final de um torneio pelo vago Campeonato das Knockouts do Impact. Durante esse período, ela voltou a usar seu traje de ringue "normal" em vez do vestido de casamento danificado, mas manteve sua gimmick caótica de "drama". No Genesis, Van Ness derrotou Allie para manter o título. No episódio de 8 de fevereiro do Impact, ela venceu Kiera Hogan para reter o título. Nos bastidores, Green planejou deixar a Impact Wrestling assim que seu contrato expirasse, acreditando que a WWE a contrataria imediatamente. No entanto, os produtores da Impact a escalaram como campeã antes de Green notificá-los de sua intenção de sair. Assim, Green pediu sua liberação contratual da empresa enquanto ainda era uma das campeãs, mas a diretoria, como era de se esperar, se recusou a liberá-la enquanto ela ainda era campeã nas histórias. Em 15 de janeiro de 2018, a Impact liberou oficialmente Green após ela completar suas lutas nas gravações de televisão, garantindo uma continuidade suave na história ao perder o título das Knockouts para Allie.

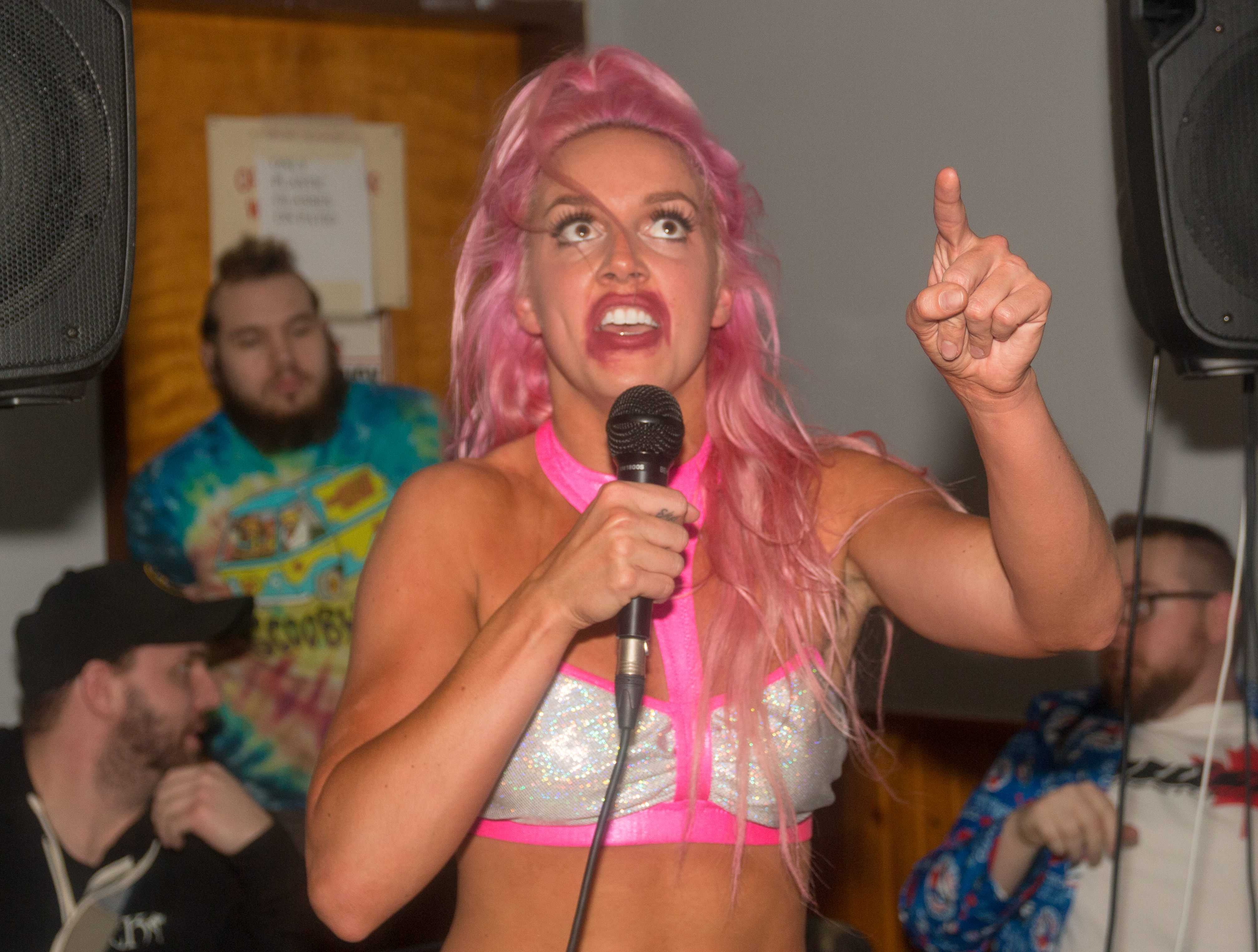
Green em um show da PWA em fevereiro de 2018.

### Lucha Underground(2018)
Green fez sua estreia durante as gravações da quarta temporada de Lucha Underground em 25 de fevereiro de 2018, sob o nome de ringue "Reklusa." Green lutou em um fatal four-way contra Jeremiah Crane, XO Lishus e Marty "The Moth" Martinez. Em 10 de outubro, Reklusa perdeu para Pentagón Dark no evento principal.

### WWE

#### Aparições esporádicas e Tough Enough (2014, 2015)

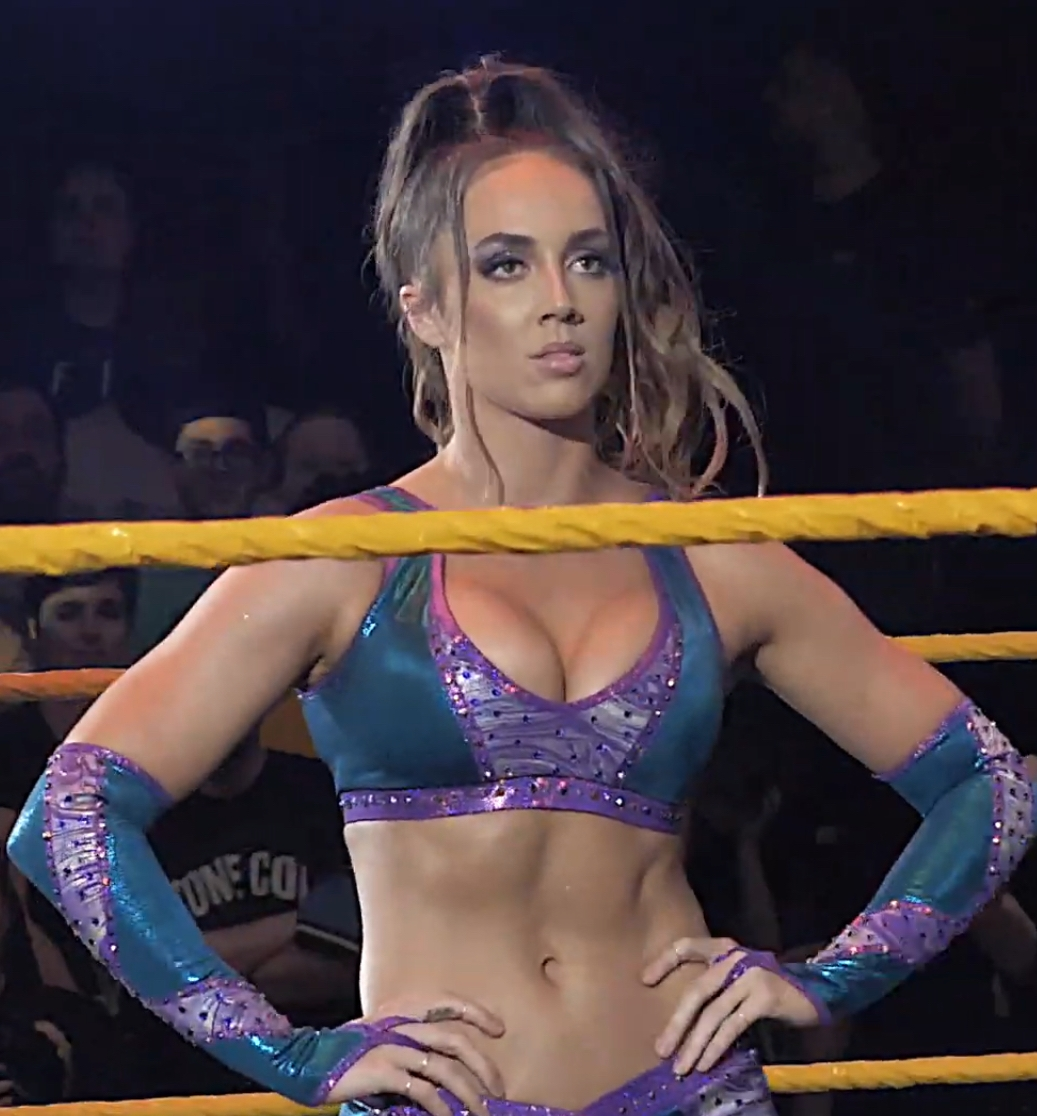
Green em 2020.

Durante a rivalidade entre Brie Bella e Stephanie McMahon, Green apareceu no episódio do Raw em 11 de agosto de 2014, interpretando a fisioterapeuta de Daniel Bryan, "Megan Miller", que confessou ter tido um caso com ele. Isso levou Brie a invadir o ringue e dar um tapa nela. Em 2015, Green reapareceu com seu nome verdadeiro como competidora na sexta temporada do Tough Enough relançado, terminando em quarto lugar entre as mulheres.

#### NXT
Chelsea participou de testes da WWE e foi contratada em 3 de agosto de 2018. Ela começou no WWE Performance Center em 8 de outubro de 2018 e fez sua estreia no ringue do NXT em um evento ao vivo em 26 de outubro de 2018, competindo com sua conhecida gimmick de "psicótica." No entanto, ela sofreu uma fratura no pulso durante sua primeira luta na TV, nas gravações do NXT em 13 de março de 2019, e passou por cirurgia no dia seguinte, 14 de março. Chelsea voltou ao ringue em 29 de junho, em um evento ao vivo da NXT. Ela apareceu na edição de 23 de dezembro de 2019 do Raw, competindo em uma luta que perdeu para Charlotte Flair. Em 8 de janeiro de 2020, ela retornou ao NXT ao lado de seu novo manager, Robert Stone. Em 26 de janeiro, Chelsea participou da luta Royal Rumble feminina no pay-per-view de mesmo nome, que foi vencido por Flair. No episódio de 4 de março do NXT, Chelsea derrotou Shotzi Blackheart para se qualificar para uma luta de escadas no Takeover: Tampa Bay, que determinaria a desafiante número 1 pelo Campeonato Feminino do NXT. A luta de escadas foi adiada para o episódio de 8 de abril do NXT, onde Io Shirai venceu. No episódio de 27 de maio do NXT, ela demitiu Robert Stone. Após o fim da parceria com Stone, a WWE planejava promovê-la ao Raw, mas após a saída do diretor executivo do show, Paul Heyman, o plano foi descartado.

#### SmackDown
Green fez sua estreia no SmackDown na edição de 13 de novembro de 2020 do SmackDown, onde participou de uma luta fatal four-way de qualificação contra Liv Morgan, Natalya e Tamina para garantir uma vaga no Survivor Series como parte da equipe feminina, que Morgan venceu. Após a luta, foi revelado que Green havia fraturado o pulso novamente e que o final planejado, que previa a vitória de Green, teve que ser alterado para Morgan. Após meses de inatividade, em 15 de abril de 2021, a WWE anunciou a liberação de Green de seu contrato, junto com outros lutadores.

### Ring of Honor (2021)
Em 11 de julho de 2021, Green fez sua estreia surpresa no evento pay-per-view Best in the World da Ring of Honor (ROH), apresentada por Maria Kanellis-Bennett (que era uma personalidade da tela e produtora nos bastidores da ROH). Inicialmente, Green estava agendada para lutar no torneio pelo Campeonato Mundial Feminino da ROH; no entanto, ela sofreu uma fratura no braço/pulso antes da data de sua luta da primeira rodada, e a Comissão Atlética de Maryland não a liberou medicamente a tempo para participar. Enquanto se recuperava da lesão, Green apareceu como uma das comentaristas da tela para as lutas da primeira rodada do torneio.

### Retorno ao Impact Wrestling (2021–2022)
Em 17 de julho de 2021, no Slammiversary, Green retornou ao Impact Wrestling, mas usando seu nome real, lutando em uma luta de duplas mistas ao lado de seu noivo na vida real, Matt Cardona, derrotando Brian Myers e Tenille Dashwood. Em outubro, Green entrou no torneio para coroar a primeira campeã de Mídia Digital do Impact: ela derrotou Madison Rayne na primeira rodada e perdeu para Jordynne Grace na final, no evento pay-per-view Bound for Glory.
Em 8 de janeiro de 2022, no Hard to Kill, Green participou da inaugural luta Knockouts Ultimate X, que foi vencida por Tasha Steelz. No episódio de 24 de março de 2022 do Impact Wrestling, Green e Cardona atacaram Mickie James após James ser derrotada por Steelz em uma luta street fight, virando vilões no processo.
No episódio de 21 de julho do Impact!, Green, ao lado de Deonna Purrazzo, agora chamada de "VXT", enfrentou a campeã mundial das Knockouts, Jordynne Grace, e Mia Yim, e saiu vitoriosa. Em 12 de agosto, no pré-show do Emergence, VXT derrotou Rosemary e Taya Valkyrie para conquistar o Campeonato de Duplas das Knockouts do Impact. Elas perderam o título em 7 de outubro no Bound for Glory para The Death Dollz (Jessicka, Rosemary e Valkyrie), encerrando seu reinado de 56 dias. Green teve sua última luta na empresa contra Mickie James no episódio de 11 de novembro do Impact, em uma derrota. Após essa luta, Green e Purrazzo tiveram um segmento nos bastidores onde Green disse que estava "voltando para casa". Depois disso, foi reportado que Green havia deixado oficialmente o Impact.

### Retorno a WWE (2023–presente)
Em 28 de janeiro de 2023, Green fez seu retorno surpresa à WWE no Royal Rumble de 2023, participando da luta Royal Rumble feminina. Entrando na luta como a número 20, Green foi eliminada rapidamente por Rhea Ripley em apenas cinco segundos, estabelecendo um recorde para a luta Royal Rumble feminina. Após seu retorno, ela se tornou parte da marca Raw e logo adotou a gimmick de uma 'Karen'.
No episódio de 27 de março do Raw, Green se uniu a Sonya Deville e derrotou a dupla formada por "Michin" Mia Yim e Candice LeRae para se qualificar para a luta Women's WrestleMania Showcase. Na WrestleMania 39, Green e Deville não tiveram sucesso, com a luta sendo vencida por Ronda Rousey e Shayna Baszler. Green e Deville foram selecionadas para a marca Raw como parte do Draft da WWE de 2023. No episódio de 3 de julho do Raw, após uma sequência de cinco derrotas, Green e Deville venceram uma luta turmoil de duplas para garantir uma oportunidade pelo Campeonato de Duplas Femininas da WWE. No episódio de 17 de julho do Raw, Green e Deville derrotaram Liv Morgan e Raquel Rodriguez para conquistar os títulos, sendo esse o primeiro campeonato de Green na WWE. Elas se tornaram as primeiras competidoras femininas do Tough Enough a ganhar os títulos, além de serem a segunda dupla feminina da WWE a ter origem no Tough Enough. Em 7 de agosto, foi reportado que Deville havia sofrido uma lesão no ligamento cruzado anterior (LCA) e teve que desistir de sua parte do título de duplas.
No episódio de 14 de agosto do Raw, apesar de Green querer realizar audições para uma nova parceira de duplas, Piper Niven, que fez o seu retorno, tomou um dos cinturões de campeã e declarou que seria a nova parceira de Green. Embora Green tenha se autodenominado campeã duas vezes, a WWE reconhece essa mudança como uma continuação do reinado original de Green com Deville, encerrando o reinado de Green com Deville em 28 dias. No episódio de 30 de outubro do Raw, Green venceu sua primeira luta individual no plantel principal, derrotando Natalya em uma luta Trick-or-Street Fight. Na noite seguinte, Green e Niven retornaram ao NXT para defender com sucesso os títulos de duplas contra Chase University (Thea Hail e Jacy Jayne) na Noite 2 do NXT: Halloween Havoc. Em 11 de dezembro, foi anunciado que Green e Niven defenderiam seus títulos de duplas contra as novas desafiantes número um, Kayden Carter e Katana Chance. Na semana seguinte, no Raw, Green e Niven perderam os títulos para Carter e Chance, encerrando seu reinado em 126 dias e o reinado individual de Green em 154 dias. No episódio de 8 de janeiro de 2024 do Raw, Green e Niven não conseguiram recuperar os títulos em uma revanche. No Royal Rumble, Green entrou como a número 14 na luta feminina do Royal Rumble, durando mais de 17 minutos antes de ser eliminada por Becky Lynch.
Na Noite 2 do Draft da WWE de 2024, Green e Niven foram selecionadas para a marca SmackDown. Green fez uma aparição surpresa na Semana 2 do Spring Breakin' em 30 de abril, onde foi anunciada como a próxima desafiante pelo Campeonato Feminino do NXT de Roxanne Perez, mas não conseguiu derrotar Perez na semana seguinte. Em seguida, Green competiu na luta de escadas Money In The Bank feminina de 2024 em 6 de julho, em seu país natal, o Canadá, mas foi derrotada, com o combate sendo vencido por Tiffany Stratton.

## Outras mídias
Em 2021, Green anunciou que começaria seu próprio podcast, com o primeiro episódio sendo transmitido em 26 de abril de 2021.

## Vida pessoal
Green afirma que Kelly Kelly a inspirou a se tornar uma lutadora profissional. Em 4 de abril de 2019, seu 28º aniversário, Green anunciou seu noivado com o lutador profissional americano Matt Cardona. Os dois estavam namorando desde janeiro de 2017. Eles se casaram na véspera de Ano Novo de 2021 em Las Vegas. Em 16 de janeiro de 2024, Green anunciou que obteve um green card para os Estados Unidos.

## Títulos e prêmios
- All-Star Wrestling
  - ASW Women's Championship (1 vez)[2][64]

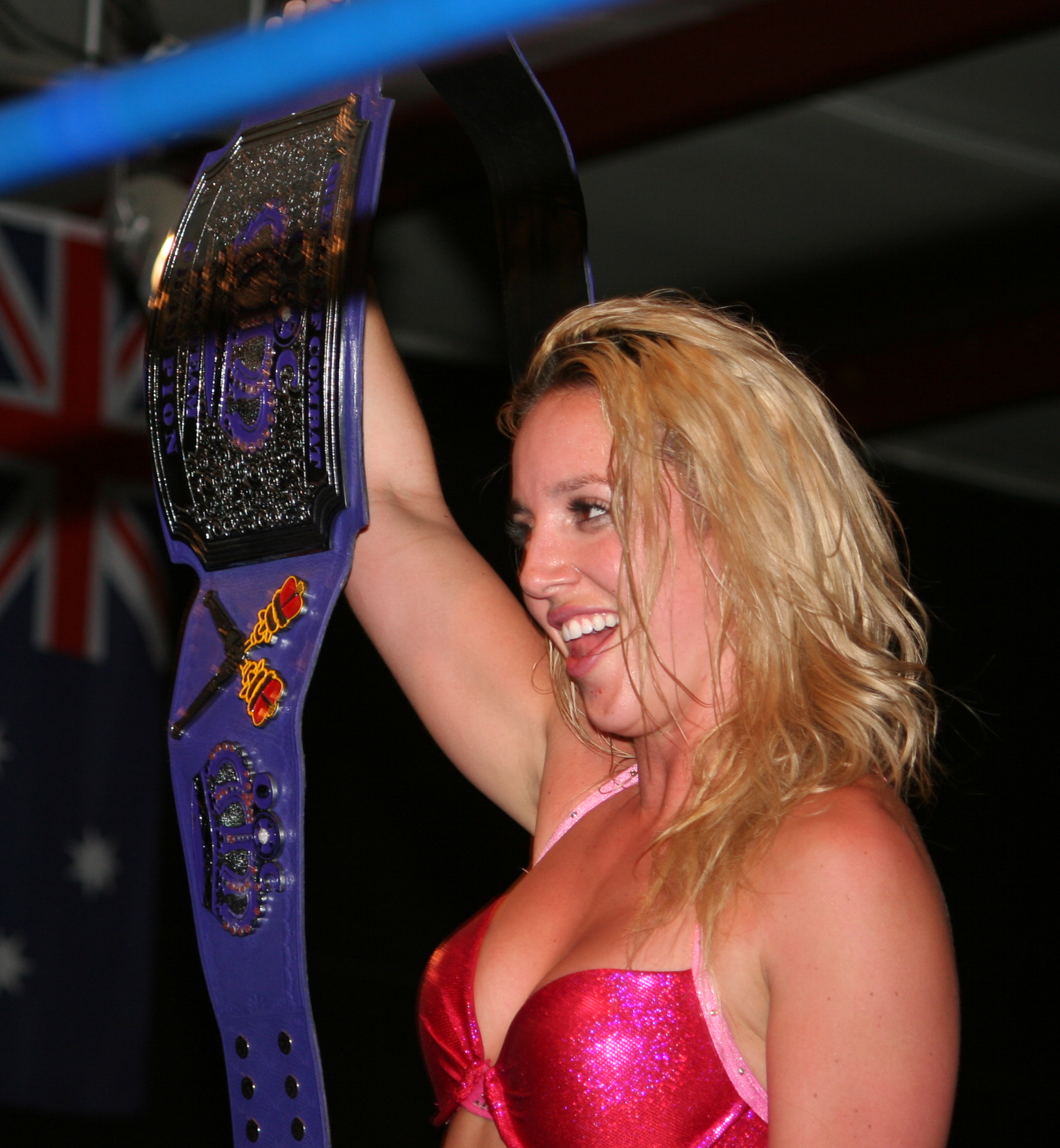
Van Ness posando com o cinturão do Queens of Combat Tag Team Championship.

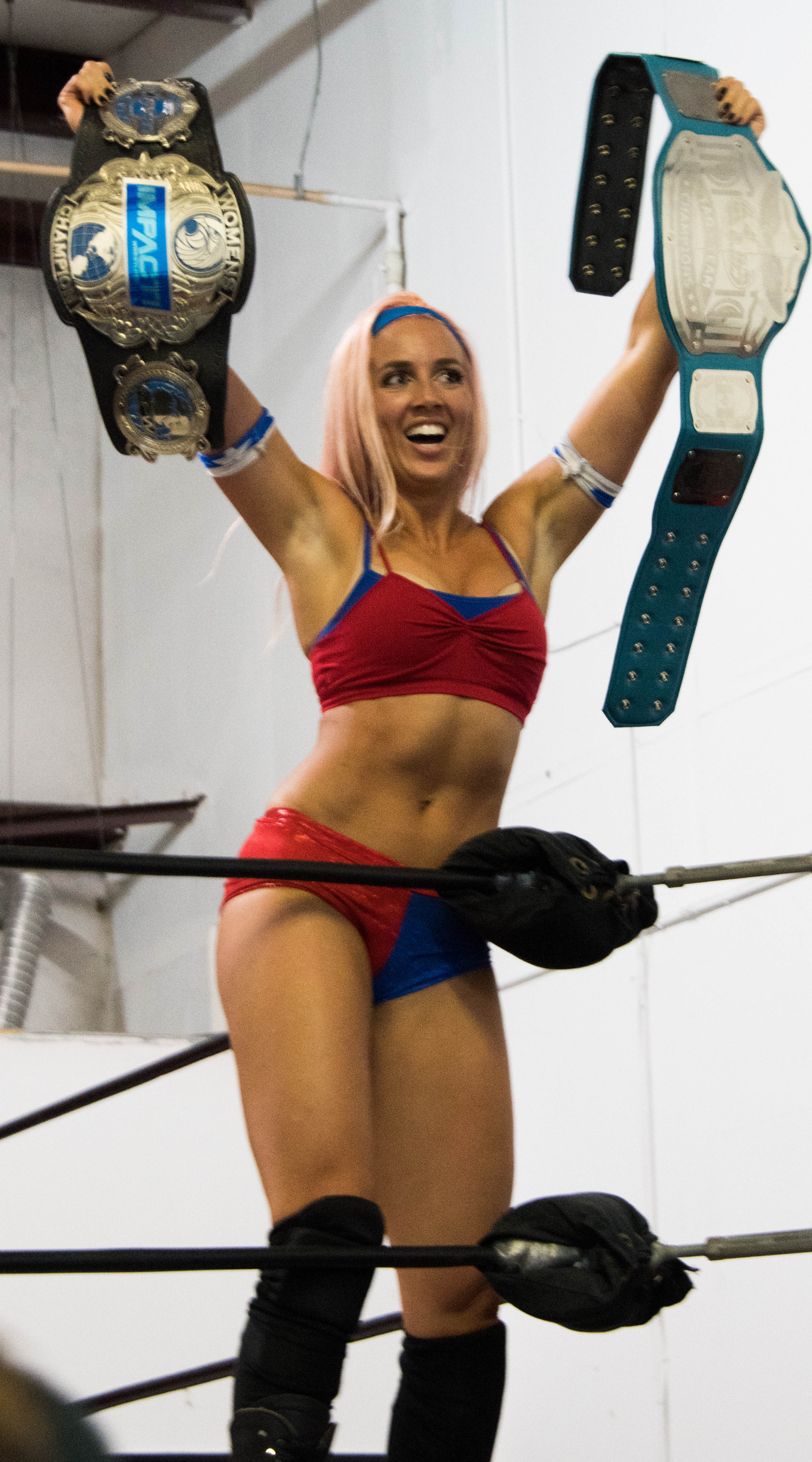
Van Ness posando com o Campeonato das Knockouts do Impact e o Campeonato de Duplas Femininas da Pro Wrestling 2.0.

  - ASW Women’s Championship Tournament (2015)
- Impact Wrestling
  - Campeonato das Knockouts do Impact (1 vez)[65]
  - Campeonato de Duplas das Knockouts do Impact (1 vez) – com Deonna Purrazzo[66]
- National Wrestling Alliance
  - NWA Women's Invitational Cup (2021)
- Pro Wrestling Illustrated
  - PWI a colocou na #26ª posição das 50 melhores lutadoras individuais no PWI Female 50 em 2017[67] e 2019
- Pro Wrestling 2.0
  - PW2.0 Tag Team Championship (1 vez) – com Santana Garrett
- Queens of Combat
  - QOC Tag Team Championship (1 vez) – com Taeler Hendrix[2][68]
  - QOC Tag Team Championship Tournament (2017) – com Taeler Hendrix[69]
- WWE
  - Campeonato Feminino dos Estados Unidos da WWE (1 vez, inaugural)
  - Campeonato de Duplas Femininas da WWE (2 vezes) – com Sonya Deville (1) e depois Piper Niven (1)[70]
  - Torneio pelo Campeonato Feminino dos Estados Unidos da WWE (2024)